# Maliattha opposita
Maliattha opposita là một loài bướm đêm trong họ Noctuidae.